# Alfonso Portillo

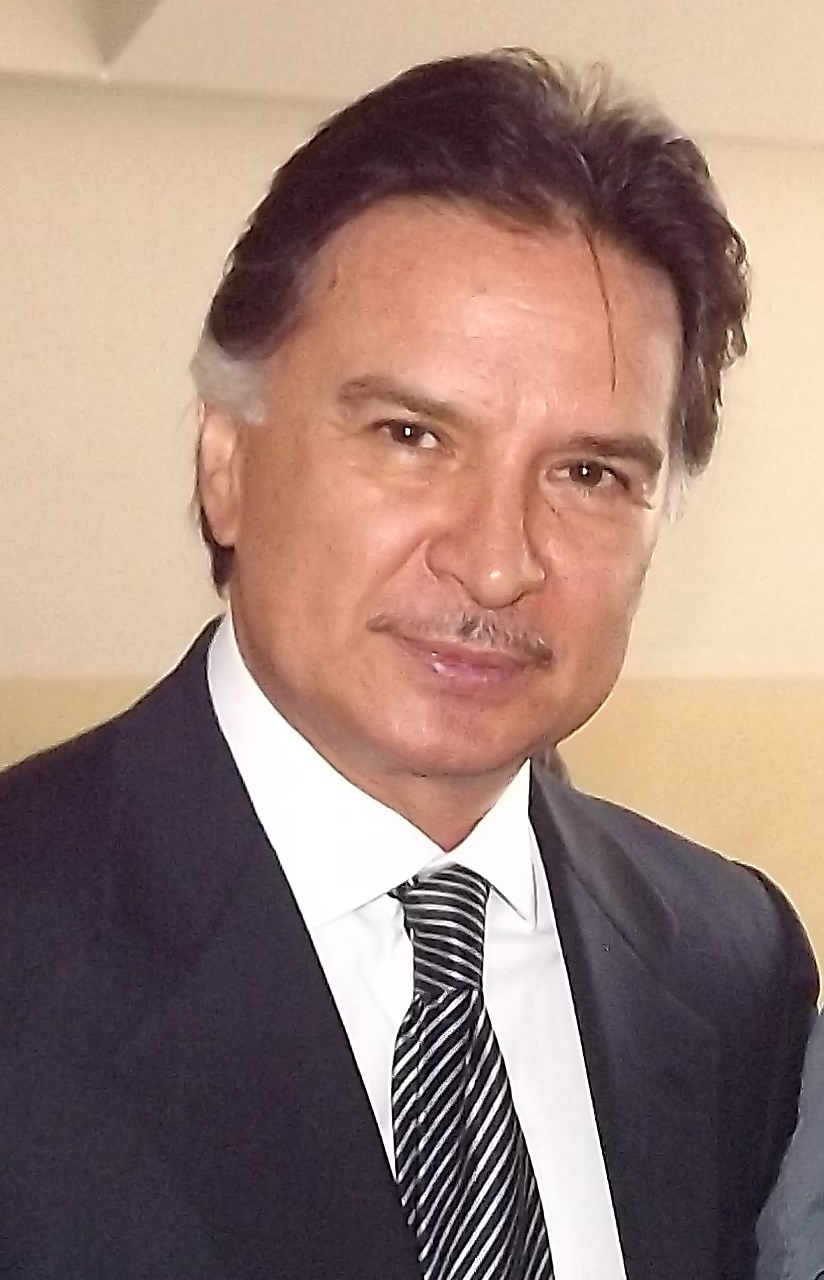

Alfonso Antonio Portillo Cabrera (Zacapa, 24 september 1951) is een Guatemalteeks politicus van het Guatemalteeks Republikeins Front (FGR). Hij was president van Guatemala van 1999 tot 2003. Zijn presidentschap werd gekenmerkt door een torenhoge corruptie.
Portillo studeerde aan de Autonome Universiteit van Guerrero (UAG) en de Nationale Autonome Universiteit van Mexico (UNAM) in Mexico, en was in de jaren 80 betrokken bij linkse verzetsbewegingen in Mexico en Guatemala. Portillo heeft toegegeven in 1982 in Mexico twee studenten te hebben doodgeschoten. Hoewel het volgens zijn tegenstanders in een bargevecht was verklaarde Portillo dat hij uit noodweer had gehandeld. In 1995 verklaarde een Mexicaanse rechter de zaak inactief.
In 1989 keerde Portillo terug naar Guatemala. Hij sloot zich aan bij de Sociaaldemocratische Partij (PSD) en korte tijd later bij de Guatemalteekse Christendemocratie (CDG), waarvoor hij in 1993 in het Congres van de Republiek werd gekozen. Rond dezelfde tijd was Portillo voorzitter van het Nationaal Instituut voor Sociale Wetenschappen en adviseur bij de krant Siglo Veintiuno. Na beschuldigt te zijn van corruptie stapte hij met 6-CDG-afgevaardigden uit de fractie om zich aan te sluiten bij het FRG, de partij van de voormalige dictator Efraín Ríos Montt. Nadat FRG door het hooggerechtshof werd verboden deel te nemen aan de presidentsverkiezingen van 1995 omdat hij in 1982 een staatsgreep had gepleegd, werd Portillo door de FRG tot presidentskandidaat aangewezen. Hij werd in de tweede ronde nipt verslagen door Álvaro Arzú.
In 1999 was Portillo opnieuw kandidaat voor het presidentschap. In de verkiezingsstrijd speelden de moorden die Portillo in 1982 had gepleegd een belangrijke rol. Portillo beloofde in zijn campagne de kloof tussen rijk en arm te zullen verkleinen, het op te nemen voor de achtergestelde indianen van het land, de misdaad terug te dringen en moraliteit terug te brengen in de politiek. Hij versloeg Óscar Berger met een ruime marge en werd in januari 2000 ingehuldigd als president.
Al snel bleek van Portillo's verkiezingsbeloften niet veel te komen. Hoewel Portillo had beloofd schuldigen mensenrechtenschendingen uit de Guatemalteekse Burgeroorlog te zullen vervolgen, werd zijn regering juist gekenmerkt door een hoge mate van straffeloosheid, en kregen veel van mensenrechtenschendingen verdachte militairen hoge positie. Portillo werd in Guatemala dan ook vrij algemeen gezien als een marionet van Ríos Montt, die hij tot parlementsvoorzitter benoemde. De regeerperiode van Portillo wordt zowel nationaal als internationaal beschouwd als een periode van stagnatie in de ontwikkeling van Guatemala. Corruptie nam hand over hand toe, niet in de laatste plaats door Portillo zelf en zijn regering, die meer dan 120 miljard quetzal (ongeveer 1,2 miljoen euro) aan overheidsgeld naar buitenlandse rekeningen bleken te hebben doorgesluisd.
De populariteit van Portillo nam na zijn verkiezing in snel tempo af. Voor de verkiezingen van 2003 schoof het FRG daarom Rios Montt naar voren als presidentskandidaat. Nadat het Hooggerechtshof opnieuw Ríos Montt verbood deel te nemen aan de verkiezingen, legden FRG aanhangers het openbare leven in de hoofdstad volledig plat (zwarte donderdag), waarna het Hooggerechtshof overstag ging.
Ríos Montt verloor echter kansloos in de eerste verkiezingsronde tegen Álvaro Colom en opnieuw Óscar Berger, die in november 2003 tot president werd verkozen.
In 2004 werden zowel Portillo, inmiddels uitgeweken naar Mexico, als Rios Montt aangeklaagd wegens corruptie. In mei 2004 werd Rios Montt onder huisarrest gesteld, een proces wegens het aannemen van smeergeld van Taiwanese ondernemers is in voorbereiding. In 2006 besloot een Mexicaanse rechter dat Portillo kan worden uitgeleverd aan Guatemala, wat gebeurde op 7 oktober 2008. In Guatemala werd hij in hechtenis genomen, maar al snel op borgtocht vrijgelaten.